# 舞岡熊之堂遺跡
座標: 北緯35度24分08.3秒 東経139度32分49.1秒 / 北緯35.402306度 東経139.546972度
舞岡熊之堂遺跡（まいおかくまのどういせき）は、神奈川県横浜市戸塚区舞岡町・吉田町に所在する遺跡。発掘調査により、丘陵の最上部に縄文時代の環状集落、弥生時代の環壕集落、古墳時代の墓地（方形周溝墓）、中世の道路、さらに太平洋戦争時に造られた照空隊陣地跡（戦争遺跡）が重層的に存在する複合遺跡であることが判明した。

## 概要
戸塚区内を南北に伸び、舞岡町と吉田町の境目となっている細長い丘陵地に所在する。この丘陵上から斜面にかけて、市営墓地（仮称・舞岡墓園）の建設が決定し、山体が造成されることに伴い、埋蔵文化財保護のための発掘調査が、2017年（平成29年）から2020年（令和2年）にかけて横浜市ふるさと歴史財団埋蔵文化財センターによって実施された。当地は発掘調査の以前から縄文時代の埋蔵文化財包蔵地（遺跡）として周知されていたが、調査の結果、下記の年代に渡る遺構が重層的に検出された。

## 各時代の遺構
丘陵頂部の平坦な面には、下層から順に縄文時代・弥生時代・古墳時代・古代（奈良・平安時代）・中世・近代（太平洋戦争期）にかけての土層（遺物包含層）と各遺構面が形成されていた。

### 環状集落
最下層の遺構面は縄文時代のもので、縄文中期中葉～後葉（約5000年前）の環状集落が造営され、30棟ほどの竪穴建物跡などが検出された。

### 環壕集落
中層の遺構面では、円形の環壕遺構に囲まれた弥生時代後期（紀元後1世紀）の環壕集落が造営され、60棟ほどの竪穴建物跡などが検出された。

### 古墳時代～古代の遺構
弥生時代より上層では、古墳時代前期の方形周溝墓1基が検出され、周辺部に同時代の集落が存在する可能性が示唆された。
また、古代（奈良・平安時代）の遺構として、竪穴建物が少数検出された。

### 中世
遺跡の位置する南北に細長く伸びる丘陵の稜線には一本道が走っており、もともと中世の鎌倉道（中つ道）候補地の1つとされていたが、発掘の結果、現在の道筋の直下から中世に遡る可能性のある道跡や溝が検出され、鎌倉道か否かは断定されていないが、古道であることが確認された。

### 近代戦争遺跡
最上部の遺構面は太平洋戦争末期のもので、丘陵北側では照空灯（サーチライト）を据え付ける円形の「射光場」と、照空灯を移動させる「斜道」、照空灯を隠す「格納庫」が一体化した「照空灯掩体」の跡や、飛来した敵機の音を拾う施設「聴音機掩体」跡からなる「分隊陣地施設」跡が見つかった。また丘陵南側では、敵機の機銃掃射に応戦するための機関砲を据えた砲座と見られる遺構や、半地下式の指令室・通信室などを備えた「中隊本部施設」跡が検出された。
これらは、地元住民の聞き取り調査や戦中資料などにより、1944年（昭和19年）12月から1945年（昭和20年）7月にかけて丘陵に設置され、B29等の敵機襲来に際して上空を照空灯で照らし、高射砲で迎撃を実施した、大日本帝国陸軍・第12方面軍・高射第1師団・第117連隊・第3大隊・第14中隊の照空隊陣地（宮根陣地）跡であると判明した。なお、宮根陣地に類似した照空隊陣地遺構は、神奈川県川崎市麻生区（あさおく）黒川で第117連隊・第1大隊・第5中隊「黒川陣地」跡が検出されている。
宮根陣地跡は、太平洋戦争当時を直接知る世代が年々減少し、残された遺構の機能や性格が推定しづらくなっている現代において、照空隊陣地遺構の全容を明らかに出来る貴重な発見事例となった。